# Acta (reunió)
|  | Per a altres significats, vegeu «actes (reunió acadèmica)». |

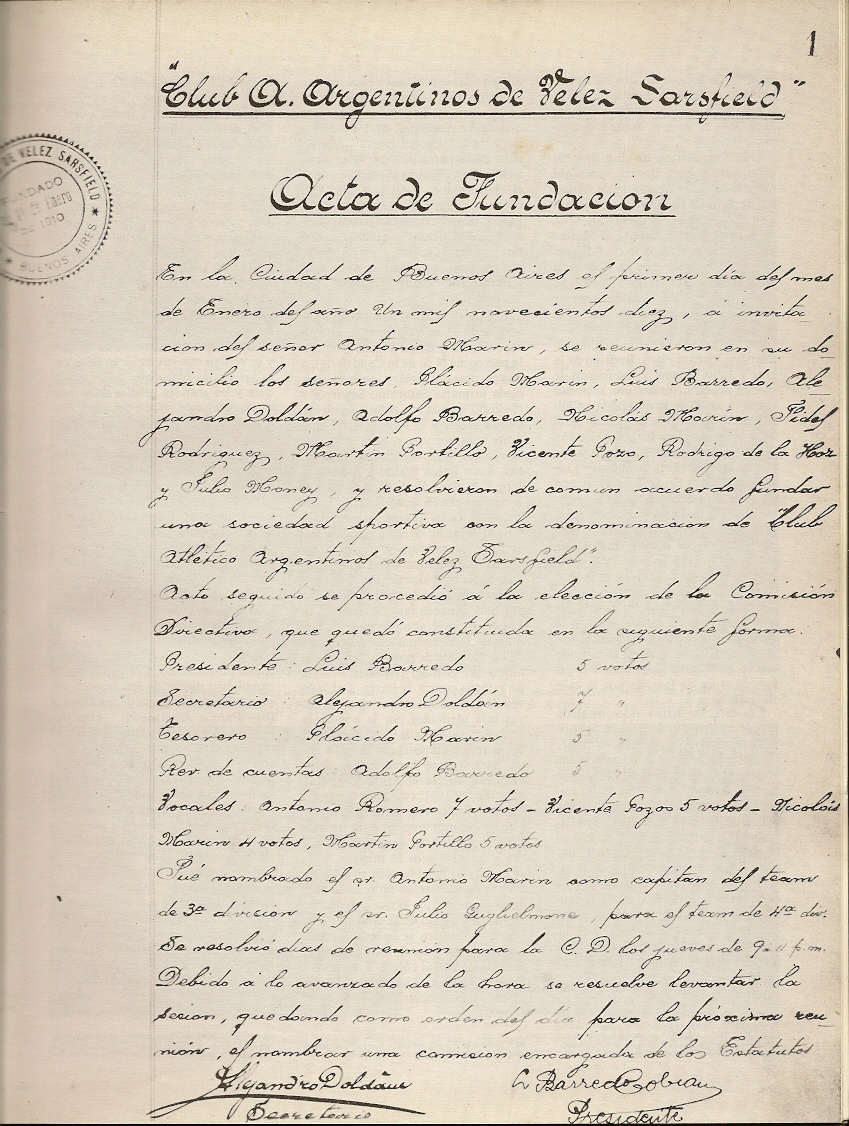
Acta fundacional del del Club Atlètic Vélez Sarsfield, de l'any 1910.

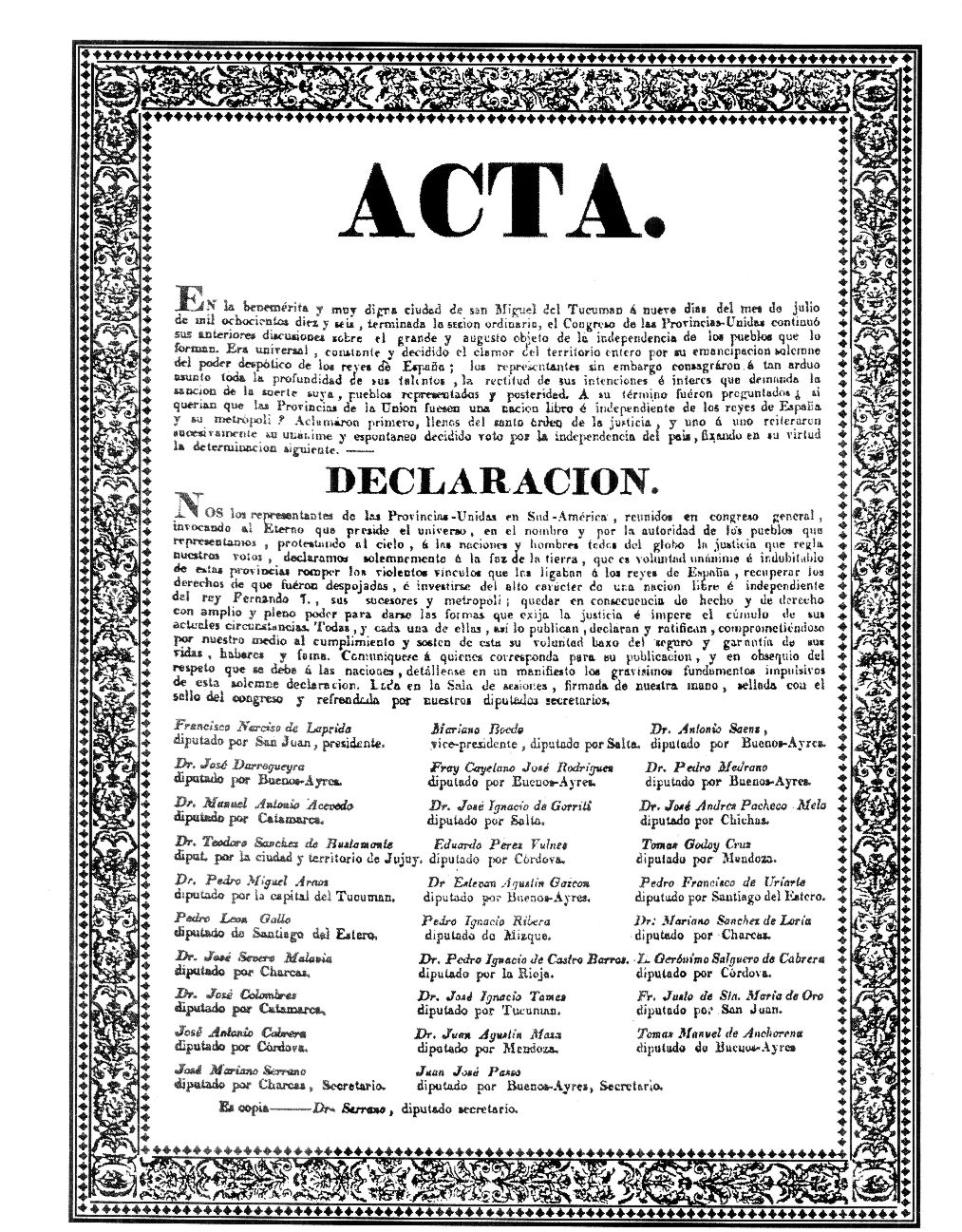
Acta d'independència de les províncies unides a Sud-amèrica (actual Argentina).

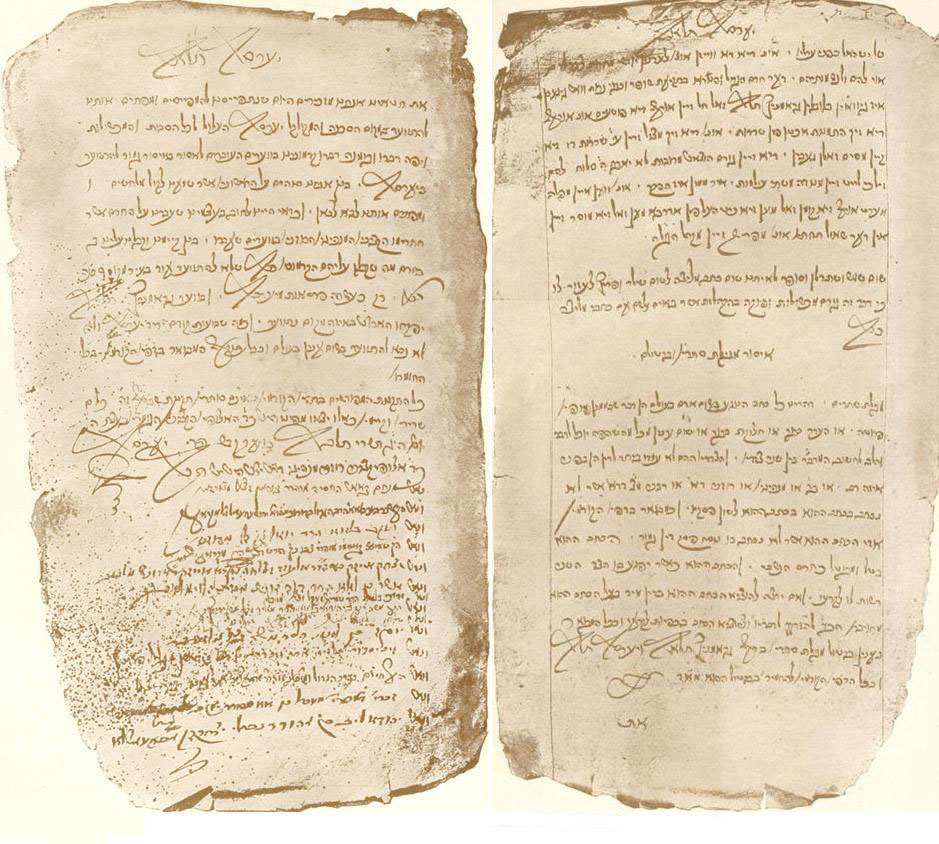
Pàgina del llibre d'actes del Council of Four Lands (Lublin, Polònia), del

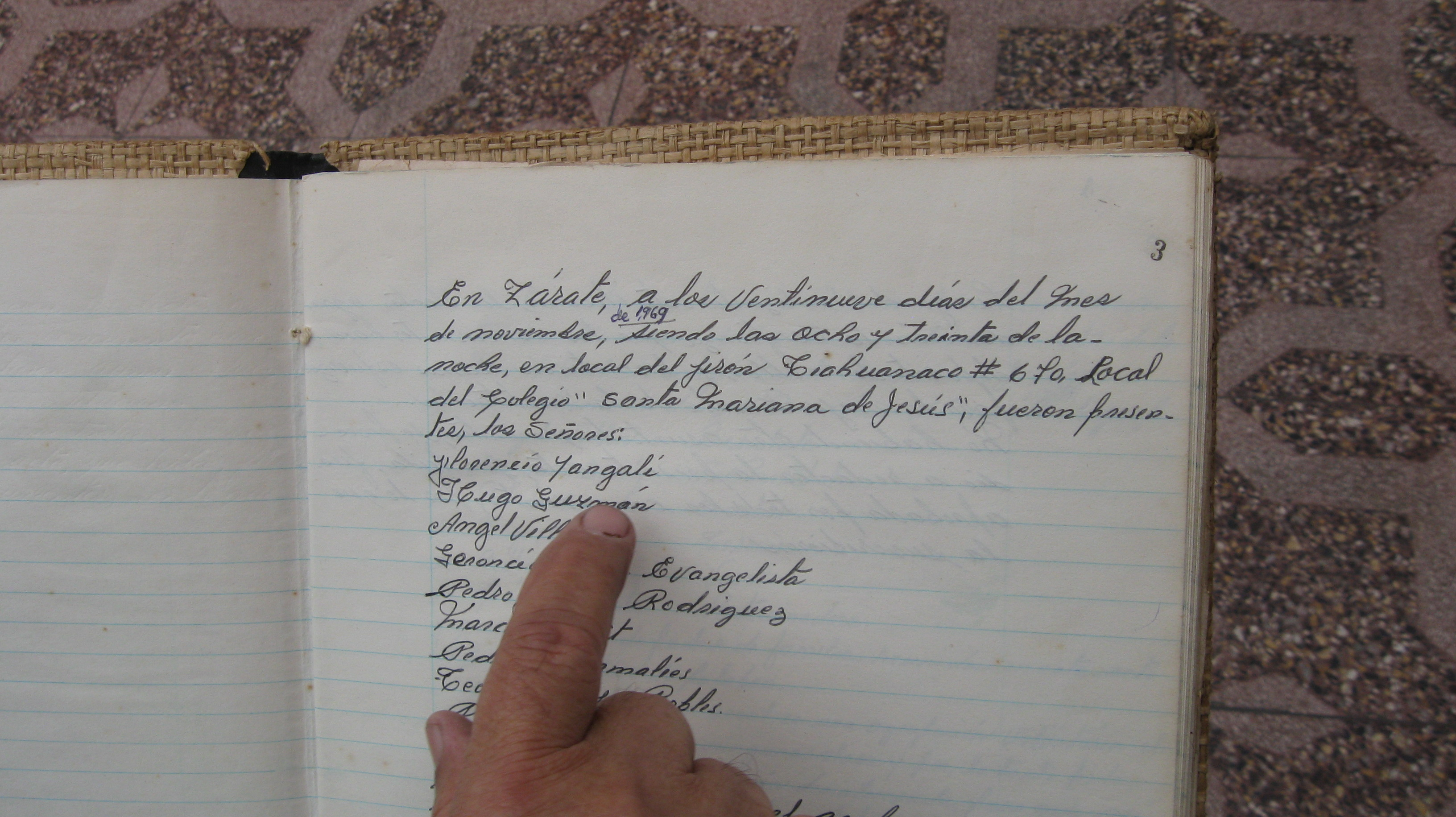
Acta de fundació d'un grup escolta

L'acta d'una reunió és el document escrit que registra els temes tractats i els acords adoptats en una determinada reunió, amb la finalitat de certificar l'esdevingut i donar validesa a l'acordat. El tipus d'organismes que celebra aquestes reunions de les quals s'aixecarà acta pot ser molt divers, des d'una assemblea parlamentària, una institució pública o privada, una associació o una comunitat de veïns. Totes aquestes reunions han hagut de ser degudament convocades, per escrit i amb l'antelació adequada, mitjançant un document, dirigit a tots els possibles assistents, en el qual ha de figurar l'ordre del dia de la reunió.